# Vincent Koziello
Vincent Koziello (Grasse, 28 ottobre 1995) è un calciatore francese, centrocampista del Kathmandu Rayzrs.

## Caratteristiche tecniche
Centrocampista dal fisico minuto, abile tecnicamente, dotato di buona visione di gioco e con grande senso tattico, è particolarmente bravo nelle verticalizzazioni.

## Carriera

### Club
Di origini polacche da parte di padre, è cresciuto nel settore giovanile del Cannes, nel 2013, dopo essere stato scartato perché troppo esile fisicamente, passa al Nizza. Ha esordito con la prima squadra degli aquilotti il 1º novembre 2014, nella partita di campionato persa per 1-3 contro il Lione.
Il 16 gennaio 2018 viene acquistato dal Colonia, con cui firma fino al 2022.

### Nazionale
Ha giocato nelle nazionali giovanili francesi Under-19, Under-20 ed Under-21.

## Statistiche

### Presenze e reti nei club
Statistiche aggiornate all'11 aprile 2025.
| Stagione        | Squadra          | Campionato      | Campionato | Campionato | Coppe nazionali | Coppe nazionali | Coppe nazionali | Coppe continentali | Coppe continentali | Coppe continentali | Altre coppe | Altre coppe | Altre coppe | Totale | Totale |
| Stagione        | Squadra          | Comp            | Pres       | Reti       | Comp            | Pres            | Reti            | Comp               | Pres               | Reti               | Comp        | Pres        | Reti        | Pres   | Reti   |
| --------------- | ---------------- | --------------- | ---------- | ---------- | --------------- | --------------- | --------------- | ------------------ | ------------------ | ------------------ | ----------- | ----------- | ----------- | ------ | ------ |
| 2014-2015       | Nizza            | L1              | 7          | 0          | CF+CdL          | 0+1             | 0               | -                  | -                  | -                  | -           | -           | -           | 8      | 0      |
| 2015-2016       | Nizza            | L1              | 35         | 3          | CF+CdL          | 1+1             | 0               | -                  | -                  | -                  | -           | -           | -           | 37     | 3      |
| 2016-2017       | Nizza            | L1              | 27         | 1          | CF+CdL          | 1+1             | 0               | UEL                | 5                  | 0                  | -           | -           | -           | 34     | 1      |
| 2017-gen. 2018  | Nizza            | L1              | 15         | 0          | CF+CdL          | 0+1             | 0               | UCL+UEL            | 3+4                | 0                  | -           | -           | -           | 23     | 0      |
| Totale Nizza    | Totale Nizza     | Totale Nizza    | 84         | 4          |                 | 6               | 0               |                    | 12                 | 0                  |             | -           | -           | 102    | 4      |
| gen.-giu. 2018  | Colonia          | BL              | 12         | 1          | CG              | -               | -               | UEL                | -                  | -                  | -           | -           | -           | 12     | 1      |
| 2018-2019       | Colonia          | 2BL             | 14         | 0          | CG              | 1               | 1               | -                  | -                  | -                  | -           | -           | -           | 15     | 1      |
| 2019-gen. 2020  | Colonia          | BL              | -          | -          | CG              | -               | -               | -                  | -                  | -                  | -           | -           | -           | -      | -      |
| Totale Colonia  | Totale Colonia   | Totale Colonia  | 26         | 1          |                 | 1               | 1               |                    | -                  | -                  |             | -           | -           | 27     | 2      |
| gen.-giu. 2020  | Paris            | L2              | 6          | 0          | CF+CdL          | -               | -               | -                  | -                  | -                  | -           | -           | -           | 6      | 0      |
| 2020-2021       | Nacional         | PL              | 14         | 0          | TP+TL           | 2+0             | 0               | -                  | -                  | -                  | -           | -           | -           | 16     | 0      |
| 2021-2022       | Ostenda          | PL              | 17         | 0          | CB              | 0               | 0               | -                  | -                  | -                  | -           | -           | -           | 17     | 0      |
| 2022-gen.2023   | Ostenda          | PL              | 0          | 0          | CB              | 0               | 0               | -                  | -                  | -                  | -           | -           | -           | 0      | 0      |
| gen.-giu. 2023  | Virton           | CPL             | 4+6        | 0          | CB              | 0               | 0               | -                  | -                  | -                  | -           | -           | -           | 10     | 0      |
| 2023-2024       | Ostenda          | CPL             | 0          | 0          | CB              | 0               | 0               | -                  | -                  | -                  | -           | -           | -           | 0      | 0      |
| Totale Ostenda  | Totale Ostenda   | Totale Ostenda  | 17         | 0          |                 | 0               | 0               |                    | -                  | -                  |             | -           | -           | 17     | 0      |
| 2025            | Kathmandu Rayzrs | NSL             | 5          | 1          | -               | -               | -               | -                  | -                  | -                  | -           | -           | -           | 5      | 1      |
| Totale carriera | Totale carriera  | Totale carriera | 162        | 6          |                 | 9               | 1               |                    | 12                 | 0                  |             | -           | -           | 183    | 7      |

## Palmarès

### Club

#### Competizioni nazionali
- Campionato tedesco di seconda divisione: 1

Colonia: 2018-2019